# Таньон, Ольга
Ольга Таньон (исп. Olga Tañón; 13 апреля 1967, Сан-Хуан, Пуэрто-Рико) — пуэрто-риканская певица.

## Биография
Выступала в группах «Las Nenas de Ringo y Jossie» и Chantelle. В 1992 году начала сольную карьеру. За альбомы «Olga Viva, Viva Olga» в 2001 году и «Yo Por Ti» в 2002 году стала лауреатом Грэмми в номинации «Лучший меренге альбом». В её репертуаре также присутствуют песни в стиле «сальса».

## Дискография
- 1992 Sola
- 1993 Mujer de Fuego
- 1994 Siente El Amor
- 1995 Éxitos y Más
- 1996 Nuevos Senderos
- 1997 Llévame Contigo
- 1998 Te Acordaras de Mí
- 1999 Olga Viva Viva Olga
- 2001 Yo Por Ti
- 2002 Sobrevivir
- 2003 A Puro Fuego
- 2005 Como Olvidar: Lo Mejor de Olga
- 2005 Una Nueva Mujer
- 2006 100 % Merengue
- 2006 Soy Como Tú
- 2007 Éxitos en 2 Tiempos
- 2008 Fuego en Vivo Vol. 1 Sólo Éxitos
- 2008 Fuego en Vivo Vol. 2 Sólo Éxitos
- 2009 4/13